# Меркурий Кесарийский
Меркурий Кесарийский (Каппадокийский; III век) — христианский святой, почитаемый в лике великомучеников. Память в Православной церкви совершается 24 ноября (по юлианскому календарю), в Католической церкви 11 ноября.

## Житие святого
Согласно житию, Меркурий был скиф, состоял на службе в римской армии. Участвовал в походе императора Декия против готов. В одной из битв ему явился ангел, вручивший ему меч со словами: «Не бойся, Меркурий, и не страшись, ибо я послан на помощь тебе, чтобы сделать тебя победителем. Приими сей меч и устремись на варваров; и когда победишь их, не забудь Господа Бога твоего». Меркурий принял меч и в ходе битвы убил вражеского полководца (в житии — царя), обеспечив победу римской армии. За свою доблесть он получил награду от императора и был назначен военачальником.
Однажды во сне ему вновь явился ангел, напомнивший ему прежние слова: «не забывай Господа Бога твоего, ибо тебе надлежит пострадать за Него и получить венец победы в преславном Царствии Его, со всеми святыми». Меркурий вспомнил, что его отец Гордиан был христианином и рассказывал ему о своей вере. После этих событий Меркурий, хотя и не принял крещение, уверовал в Иисуса Христа. Свою веру он открыто исповедал перед императором и отказался принести жертвы языческим богам, за что был подвергнут различным мучениям. По приговору Декия его отвезли в Кесарию Каппадокийскую и обезглавили.
С Меркурием Кесарийским предание связывает чудо, ставшее причиной смерти императора Юлиана Отступника:

Когда святой Василий Великий молился пред иконою Пресвятой Богородицы, — при которой было изображение и святого великомученика Меркурия с копьём, как воина, — чтобы злочестивый царь Юлиан Отступник, великий гонитель и истребитель правоверных христиан, не возвратился из Персидской войны для истребления христианской веры, то увидел, что там, при иконе Пресвятыя Богородицы, образ святого Меркурия сделался на некоторое время невидимым, потом показался с окровавленным копьём. А в то самое время Юлиан Отступник был пронзен на Персидской войне копьем неизвестного воина, который тотчас после того сделался невидим.
— Димитрий Ростовский. Жития святых (24 ноября)